# Juanita (Washington)
Juanita es un área no incorporada ubicada en el condado de King en el estado estadounidense de Washington.

## Geografía
Juanita se encuentra ubicado en las coordenadas 47°39′39″N 122°12′21″O / 47.66083, -122.20583.